# Габријеле Д’Анунцио
Габријеле Д’Анунцио (итал. Gabriele d’Annunzio; Пескара, 12. март 1863 — Гардоне Ривијера, 1. март 1938) је био италијански песник, драматург, авантурист и политичар. Био је један од значајнијих чланова иредентистичког покрета и идејни зачетник италијанског фашизма.
Током Првог светског рата, перцепција Д'Анунција у Италији трансформисала се из књижевне личности у националног ратног хероја. Он је био је повезан са елитном олујном трупом Ардита италијанске војске и учествовао је у акцијама као што је Лет изнад Беча. Као део италијанске националистичке реакције против Париске мировне конференције, успоставио је краткотрајно Италијанско регенство Кварнера у Ријеци са собом као дучеом. Његов Устав је од „музике“ створио основни принцип државе и био је корпоратистичке природе. Иако се Д'Анунцио никада није прогласио фашистом, описиван је као претеча италијанског фашизма пошто су његове идеје и естетика утицале на тај покрет и стил Бенита Мусолинија.

## Животопис
Рођен је у Пескари у Абруцу, као син богатог земљопосједника и градоначелника града чије је име изворно било Франческо Паоло Рапагнета, а којем је он касније додао презиме свог ујака Д'Анунција. Према легенди првобитно је као крштен Гаетано, а име Габриеле добио је касније у детињству, због његовог анђеоског изгледа, што је приче која је у великој мери оповргнута.
У шеснаестој години му је отац финансирао објаву прве збирке песама Primo vere. Од тада гради каријеру писца који се истиче својим слободоумним и ласцивним стилом, као и начином живота.
Пре Првог светског рата борави у Француској где сарађује са композитором Клодом Дебисијем на Муци светог Себастијана којег је сматрао особним свецом-заштитником.

## Политика
Д'Анунцио се често приказује као претеча и идејни зачетник италијанског фашизма. Његова властита отворена политичка гледишта која су изронила приликом стварања Устава Слободне Државе Ријека којег је израдио у сарадњи са синдикалистом Алцестеом де Амбрисом. Де Амбрис је припремио политичку мрежу којој је Д'Анунцио своје песничке вештине.
Де Амбрис је био вођа групе италијанских помораца који су подигли устанак и ставили се у службу Д'Анунција са својим пловилима. Устав је утемељио корпоративну државу, са девет корпорација које су представљале различите привредне гране (радници, послодавци, стручњаци) и десету која је требало да представља „надмоћна“ људска бића (јунаке, песнике, пророке, надљуде). Устав је такође прогласио музику као један од темеља државе.
Након повлачења из Ријеке, Д’Анунцио се повукао у свој дом на језеру Гарда и провео остатак живота пишући и држећи говоре. Иако је Д’Анунцио имао јак утицај на идеологију Бенита Мусолинија, он сам није никада био директно умешан у политику фашистичке владе, пошто је био привремено онеспособљен након покушаја убиства. Мало пре марша на Рим, непозната особа је гурнула Д’Анунција кроз прозор. Преживео је пад, али је био тешко повређен и није се потпуно опоравио пре него што је Мусолини именован за премијера Италије.
Већину ствари везаних за диктаторско владање које је користио Бенито Мусолини је научио од Д'Анунција: методе владања Ријеком, привреда и корпоративна држава, трикови на позорници, велики и емотивни јавни националистички обреди, римски поздрав, реторичка питања маси, следбеници у црним кошуљама, Ардити, са својим дисциплинованим, окрутним одговорима на било какве знакове неслагања са службеном власти.
Д'Анунцио је по неким идејама зачетник праксе присилног затварања политичких противника, коришћење рицинусовог уља и сличних метода у сврху понижавања, онемогућавања те каткад и убијања. Таква пракса је постала уобичајено средство деловања црнокошуљаша.
Д'Анунцио је подржавао италијанску експанзионистичку политику те је између осталог и похвалио италијанску инвазију на Етиопију.

## Радови

### Трагедије
- , 1899)
- (1902)[14]
- (1904)

### Колекције кратких прича
- (1918)[15]
- (1882)
- (1884–1886)

### Колекције поезије
- (1879)
- (1882)
- (1893)
- Пет књига Laudi del cielo, del mare, della terra e degli eroi (1903–1912)
- (1914)

### Аутобиографска дела
- (као Анђело Коклес)

Његово епистоларно дело , Solus ad solam, објављено је постхумно .

## Филмографија
- Cabiria, directed by Giovanni Pastrone (1914) – screenplay

### Филмови о Габријелу Д’Анунцију
- D'Annunzio, directed by Sergio Nasca (1985) – about the romantic relationships in the life of the poet
- The Bad Poet, directed by Vincenzo Jodice (2020) – about the poet's last years